# 初音ミクの関連イベント
初音ミクの関連イベント（はつねミクのかんれんイベント）では、 クリプトン・フューチャー・メディアのバーチャルシンガー「初音ミク」のイベントを記載する。
外部のイベント出演については「初音ミクの関連イベント#外部イベント」を参照。
この記事では、イベントを掲載しています。それ以外の情報については下記のページをご参照ください。
- 初音ミクのメディア展開（イベント - ゲーム - 書籍 - 音楽）
  - バリエーション（雪ミク - 桜ミク）
- ピアプロキャラクターズの関連コンテンツ
- プロジェクトセカイのメディア展開

## イベントの歴史・変遷
バーチャルシンガーの初音ミクは現実世界のステージで立体的な映像を駆使したライブを行い、SF作品の一幕で見られる様な出来事を実現させた。2009年8月31日に行われた「ミクフェス '09(夏)」では、透過式のディラッドスクリーンにミクを投影することで、ミクが実際にそこにいるように体感できる演出が初めて採用された。
「ミクフェス '09(夏)」以前にもPS Home「初音ミク スペシャルライブ」と「Animelo Summer Live 2009」にてライブコンサートに出演していたが、前者は仮想空間を舞台とした配信映像、後者は現地で通常の大型スクリーンを使用するなど、異なるアプローチのもとに行われていた。対してミクフェスでは現実世界のステージにミクを投影するという試みが為され、バーチャルアイドルとしてミクが生み出してきたネット上での熱気がリアルの場に可視化されていった。
2009年11月21日-22日にはアニメ・フェスティバル・アジア2009に参戦し、海外初公演を飾った。

### 2010年代（歴史・変遷）
2010年2月、クリプトン社がさっぽろ雪まつりに初音ミクの雪像を出展したことを記念して「雪ミク」が誕生し、「SNOW MIKU」フェスティバルが毎年行われるようになる（詳細はリンク先を参照）。同年3月9日＝ミクの日にちなんで行われた「ミクの日感謝祭」では「ミクフェス '09(夏)」と同様の技術を駆使した演出が採用。公演を収録したBDは発売初週で約1万枚を売り上げ、オリコンミュージックBDランキングで1位を記録した。
2011年、国内では新たなミクの日イベント「初音ミク ライブパーティー♪（ミクパ）」もスタート。同年7月2日にアメリカ合衆国・ロサンゼルスで初めての日本国外の単独コンサート「MIKUNOPOLIS in Los Angeles」を開催。同年11月11日にシンガポールにて東南アジアでの初となるミクの単独コンサート「初音ミク ライブパーティー 2011 ミクパ♪-39's lives IN SINGAPORE-」を実施。
2012年以降、初音ミクはボカロシーンの成熟を経てハイカルチャーにも進出し、初のボカロオペラ「THE END」出演やシンセサイザ音楽の第一人者「冨田勲」とのコラボレーションも果たす。この2企画は海外での招聘上演も行われた。
2013年には複合イベント「初音ミク マジカルミライ」が初開催（詳細はリンク先を参照）。このイベントは毎年継続して行われ、2023年には6万人以上を動員するなど初音ミクの祭典として人気を博している。
2014年には世界ツアー「HATSUNE MIKU EXPO」がスタートし、海外展開も本格化していく。また、レディー・ガガの世界ツアー「the Artpop ball」にオープニングアクトとして出演したり、BUMP OF CHICKENの「WILLPOLIS 2014」にゲスト出演してコラボ楽曲「ray」を共に披露するなど、歌手・音楽アーティストとの共演も行うようになる。
2015年に開催された「初音ミク マジカルミライ2015」において、ライブの聖地・武道館で初めてバーチャルシンガーがライブを行うという“快挙”を成し遂げた。
2016年-2017年にはフルオーケストラコンサート「初音ミクシンフォニー」や中国でのライブ「HATSUNE MIKU with YOU 2017 CHINA FESTIVAL（未来有你）」がスタート。また、中村獅童を中心とした歌舞伎役者や伝統太鼓集団「鼓童」とも共演し、日本の伝統文化とデジタルな演出の融合などで大きな反響を呼ぶ。

### 2020年代以降（歴史・変遷）
メディアミックス企画「プロジェクトセカイ カラフルステージ! feat. 初音ミク」では、人間キャラクターと共演する現地イベントやゲーム内企画など、初音ミクを起用した新たな取り組みも行われている（→プロジェクトセカイのメディア展開を参照）。

## オーケストラ
冨田勲×初音ミク
2012年11月23日、シンセサイザー音楽の第一人者・冨田勲の「イーハトーヴ交響曲」の初公演に初音ミクがソリストとして出演。オーケストラの演奏に合わせてリアルタイムに初音ミクを同期させるシステム（クリプトン社のR3）でも話題を呼んだ。
このコラボは再公演を挟み、2016年に行われた冨田の追悼コンサート「ドクター・コッペリウス」まで続いた。ドクターコッペリウスでは3次元的に形状が変わるスクリーンや3Dホログラム投影装置を使用するなど画期的な演出が行われた。
初音ミクシンフォニー
2016年から開催されているピアプロキャラクターズ関連楽曲のフルオーケストラコンサート。
セカイシンフォニー

メディアミックス企画『プロジェクトセカイ カラフルステージ! feat. 初音ミク』のオーケストラ。

## その他の舞台芸術
上記のライブ、オーケストラ以外の舞台芸術。
THE END
初音ミクを起用した世界初のボカロオペラ。音楽家・渋谷慶一郎と作家・岡田利規らが制作し、フランスのハイブランド「ルイ・ヴィトン」のマーク・ジェイコブスがミクの衣装デザインを手掛けている。「死」をテーマにした作品で、高解像度プロジェクターに投影される初音ミクを媒介にして、伝統的オペラで見られる悲劇の構造を現代に読み替えるという試みが為されている。
2012年に山口情報芸術センターYCAMで初公開。2013年11月にパリのシャトレ座、2015年6月にオランダフェスティバルの招聘上演のほか、2016年8月にドイツとデンマークでも上演。
フランス（パリ）では本番前から異例の注目を集めた。初日のチケットは即完売し、翌日の追加公演も完売。フランスの大手紙「リベラシオン」が特集を組み、メトロ駅構内に大々的にポスターが張り出されるなどサブカルチャーの枠を超える勢いで話題となった。
初のボカロ史書「初音ミクはなぜ世界を変えたのか？」では、初期のボカロシーンにおいて初音ミクの死生観をテーマにした投稿作品が多く見られた事と関連付けて解説されている。
超歌舞伎
詳細はリンク先を参照。二代目中村獅童を中心とした歌舞伎役者とミクが共演する歌舞伎。
初音ミク×「道成寺」×京都創生座！「その愛　その業（ごう） 花と散るらん」
能の演目「道成寺」とのコラボ。2014年7月4日に公開。
BUNRAKU-beyond人形浄瑠璃×初音ミク「恋娘紬迷宮」
2020年10月25日に公開。

## フェスティバル・複合イベント
SNOW MIKU（2010年 - ）
詳細はリンク先を参照。雪ミクのフェスティバル。
夏の終わりの39祭り（2012年8月29日）
39's CARAVAN presents 夏祭り2012 in 横浜・八景島シーパラダイス（2012年9月13日 - 9月23日）
初音ミク「マジカルミライ」（2013年 - ）
詳細はリンク先を参照。国内最大級のミクのフェスティバル。
SEGA feat. HATSUNE MIKU Project 5th Anniversary Party（2014年6月23日 - 7月27日）
東京150年祭「刻をあそぶ 時空の旅～初音ミク Links Tokyo150～」（2018年10月26日 - 28日）
東京都が主催する「東京150年祭」のメインプログラムとして浜離宮恩賜庭園でプロジェクションマッピングショー「刻をあそぶ 時空の旅～初音ミク Links Tokyo150～」が実施され、メインプログラム内で初音ミクの39曲の楽曲と14種類の衣装を披露。
新潟まつり「初音ミク 夜空プログラム」（2023年 - ）
「新潟まつり2023」にてGugenkaの主催により初音ミクスペシャルプログラムを初実施。花火大会で「初音ミク 夜空プログラム」が展開され、ミク歌唱曲「千本桜」に合わせた花火が打ち上げられた（スマホアプリ「HoloModels」を使ったARコンテンツと連動）。この他、グッズ販売、「Digital Stars＠新潟まつり2023」「千本桜の世界展 re:legacy」「ミクダヨーの特別グリーティング」「初音ミク千本桜3Dライブ撮影会」も行われた。2024年にも実施。
“初⾳ミク Happy 16th Birthday” 『Music & Fire Works』- Time Capsule -（2024年）
2024年4月26日に横浜市・山下ふ頭にて開催された、花火師とドローンショーチームが手掛ける“空と地上を巻き込んだ高次元、最新型のエンターテインメントショー”。横浜市の団体と連携して展開され（主管 : 横浜SUGOI花火制作委員会、後援 : 横浜市、 横浜港ハーバーリゾート協会、協力 : 横浜港振興協会）、ミクとそのクリエイターが生み出した音楽が「花火」「ドローン」「光学演出」などの様々な演出とコラボした。

## 展示
初音ミク「支えあうココロ、未来へ。」プロジェクトイラストパネル展（2012年 - ）
2012年より毎年継続的に行われているpiapro×赤い羽根共同募金のプロジェクト「支え合う、ココロ未来へ」の関連展示イベント。
TRANS CITY FEAT. HATSUNE MIKU（2013年11月15日 - 2014年1月15日）
ザ・コンテンポラリー3 Ghost in the Cell：細胞の中の幽霊（2015年9月19日 - 2016年3月21日）
初音ミク×手塚治虫展－冨田勲が繋いだ世界－（2017年7月1日 - 10月23日）
MIKU 10（2017年10月13日 - 11月5日）
初音ミク10周年記念展（2017年10月27日 - 11月7日）
「初音ミク 10th Anniversary Ver.」展示ツアー（2017年11月30日 - 12月12日）
初音ミク GTプロジェクト10周年展示会（2018年5月30日 - 6月17日）
初音ミク フィギュア展（2018年12月8日 - 2019年1月31日）
『初音ミク GTプロジェクト』参戦100戦記念アートプロジェクト オムニバスアートギャラリー（2020年11月28日 - 12月13日）
初音ミク・クロニクル（2021年7月22日 - 8月22日）
初音ミク GTプロジェクト シーズン展（2021年・2022年）
千本桜の世界展（2021年 - 2022年）
初音ミク POP UP MUSEUM（2022年）
ニコニコ動画と初音ミクのキセキ（2023年・2024年）
初音ミクPROMISE-16歳の約束-（2023年・2024年）
初音ミク Happy 16th Birthday スケールフィギュア展示会（2023年9月4日 - 18日）
ART OF MIKU（2024年 - ）
国内初となるミクの現代アート展。2024年2月から札幌・渋谷で開催。大きな反響を受け、8月から横浜市にて「ART OF MIKU -Autumn Fair」を開催。2024年11月よりBARNEYS NEW YORKの協力を得てバーニーズ店舗での展示企画「ART OF MIKU for BARNEYS NEW YORK」が順次開催されている。
ねんどろいど 初音ミク100番記念展示会（2025年3月7日 - 3月9日）
ねんどろいど初音ミクの100種類目となる商品「ねんどろいど 初音ミク 100番目の冒険Ver.」の発売を記念し、アキバCOギャラリーにて「ねんどろいど 初音ミク」シリーズを一挙に展示する展示会。

## 体験・参加型イベント
初音ミクとあそぼうっ！ in グリーンランド（2013年3月16日 - 5月6日）
初音ミクをみんなでつくろう！ in ナレッジキャピタル（2014年8月9日 - 8月29日）
初音ミク SPRING スタンプラリー♪ in ひらかたパーク（2015年3月21日 - 4月7日）
初音ミクGTプロジェクトファン感謝祭（2016年・2017年）
SYNCHRONICITY 2020（2020年10月16日・17日）

## 観光・遊覧
雪ミク×HIS
初音ミク×熱海・初島・十国峠 コラボイベント
HAC×雪ミク 遊覧フライト
CHURA MIKU STREET
沖縄の観光地『国際通り（県道39号線）』を舞台に様々な企画を実施する『初音ミク×沖縄』のコラボイベント。
2025年3月9日から6月1日まで開催予定。メインビジュアル担当は“しぐれうい”。イベントに合わせた「CHURA MIKU STREET 沖縄旅行プラン」も作成され予約がスタートした。

## 外部イベント

### 2000年代・2010年代（外部イベント）
Animelo Summer Live（2009年 - ）
2009年8月22日にさいたまスーパーアリーナで開かれた「Animelo Summer Live 2009」に初音ミクがアーティストとして出演。姿形はスクリーン上のアニメーションにて表現された。
2012年に 「Animelo Summer Live 2012」にも出演しているが、この時にはディラッドボードが使用されている。
アニメ・フェスティバル・アジア / AFA（2009年 - ）
2009年11月21日と22日にシンガポールで開かれた東南アジア最大規模のアニメフェスティバル「アニメフェスティバルアジア（AFA）2009」で21日に行われたコンサートに出演。姿形はスクリーン上のアニメーションにて表現され、「みくみくにしてあげる♪」など3曲を披露した。なお、この公演への出演は、初音ミクの「海外初公演」として記録されている。
「AFA 2011」では、11月11日にサンテックンガポールで「初音ミク ライブパーティー（ミクパ♪）」のシンガポール公演が開催されている。ミクパのシンガポール公演は東南アジアでの初の単独公演となった。
「AFA 2024」では、「MIKU EXPO」の10周年を記念した展示、グッズ販売を実施。
MTV VMAJ 2014
ミュージックビデオの国際的授賞式「MTV VMAJ 2014」（6月14日・舞浜アンフィシアター）にてライブアクトとして出演（海外中継あり）。
BUMP OF CHICKEN「WILLPOLIS 2014」（2014年）
BUMP OF CHICKENのコンサートツアーファイナル「WILLPOLIS 2014」にゲストとして登場し、コラボ楽曲である「ray」をBUMP OF CHICKENと共に披露した。
Lantis Festival（2015年）
ランティスが主催するアニソンライブイベント「Lantis Festival 2015 in Las Vegas」にトップバッターとして登場。
JOIN ALIVE（2015年）
LADY GAGA’S artRAVE the ARTPOP ball（2015年）
世界的アーティストであるレディー・ガガの世界ツアーにオープニングアクトとして出演
N響CLASSICS×POPS with SPECIAL ARTISTS（2016年3月22日）
日中平和友好条約締結40周年　女子十二楽坊日本公演2018
2018年9月には中国古典楽器演奏グループ「女子十二楽坊」の日本公演に出演している
TOKYO GIRLS COLLECTION Super Live -MATSURI-（2018年）
Hard Rock Family Live（2019年）
ハードロックインターナショナル（伊）の日本法人が主催する「Hard Rock Family Live」が札幌市民ホールにて2月4日から2月7日まで開催され、ミク、きゃりーぱみゅぱみゅ、MIYAVI、DA PUMPらがライブを披露。
「バンドリ! ガールズバンドパーティ!」の戸山香澄とコラボした「Hard Rock Family Live～初音ミク＆戸山香澄 on Snow Stage～」も実施。こちらはさっぽろ雪まつりの大通り会場4丁目に設置されたミクと香澄の大雪像に、オリジナル映像を投影するプロジェクションマッピングショーである。
BILIBILI MACRO LINK（2019年・2023年）
中国のイベント。「BILIBILI MACRO LINK – VISUAL RELEASE 2019」はクリプトンがステージプロデュースも担当している。

### 2020年代（外部イベント）
ABU TV ソング・フェスティバル（2020年）
日本代表アーティストとしてABU TV ソング・フェスティバル2020アジア太平洋地域の音楽の祭典に出演。
SANRIO Virtual Fes（2021年、2023年）
ラブライブ!サンシャイン!! Aqours EXTRA LoveLive! 2023 ～It's a 無限大☆WORLD～（2023年）
スペシャルゲストとして登場し、コラボ楽曲「BANZAI! digital trippers」と共にミクとAqoursのシンクロパフォーマンスが披露された。
YouTube Fanfest Japan（2023年）
Youtube Japanとの共同企画「#MikuChallenge」関連で初音ミクがコメント出演。
コーチェラ・フェスティバル（2024年）
北米最大級の野外音楽の祭典。2024年に出演（2020年にも出演予定だったが、こちらは新型コロナで開催中止）。
Ado SPECIAL LIVE 2024「心臓」
2024年4月27-28日に国立競技場で開催された『Ado SPECIAL LIVE 2024「心臓」』にてミクがサプライズ出演し、まふまふの新曲「桜日和とタイムマシン」を共に歌唱。
NIJISANJI EN 【#ike3velanD 🖋️ 3Dお披露目】A Brand New Chapter（2024年7月21日-22日<日本時間>）
アイク・イーヴランドの3Dお披露目配信にサプライズでゲスト出演し、終了後に初音ミク公式（クリプトン社）から「一緒に歌って踊って素敵な共演をさせていただきありがとうございました！！」とコメント。
OKIVFES（2025年）